# Florencio del Castillo
Florencio del Castillo (Cartago, 17 ottobre 1778 – Oaxaca, 26 novembre 1834) è stato un presbitero e politico costaricano.

## Biografia
Castillo nacque a Ujarras, un villaggio vicino Cartago, capitale coloniale della Provincia della Costa Rica, parte del Vicereame della Nuova Spagna. Era il terzo figlio di Cecilia del Castillo y Villagra, vedova di un francese. Suo padre è ignoto e si ipotizza che fosse il figlio illegittimo di un frate cappuccino, Luis San Martín de Soto, parroco del villaggio. La madre apparteneva ad una famiglia distinta della Costa Rica e mandò Florencio in seminario a  León per farlo studiare e fargli seguire la carriera ecclesiastica. Dopo avere conseguito il baccalaureato, Castillo fu ordinato prete nel 1802 e l'anno successivo fu nominato professore di geometria al seminario dove aveva studiato. Tornato in Costa Rica, nel 1806 divenne curato della città di Villa Hermosa, oggi Alajuela. Nel 1808 tornò a León, dove fu nominato professore di filosofia al seminario, diventando successivamente vice rettore. Grazie alla sua rapida carriera e al prestigio guadagnato durante il suo soggiorno in Costa Rica, nel 1810 fu scelto come deputato per rappresentare la Costa Rica alla Cortes di Cadice in Spagna. Castillo si distinse per il suo impegno a favore degli indigeni, battendosi per l'abolizione della Mita e dell'Encomienda. Rappresentò la Costa Rica nella Cortes fino al 1814, anno della dissoluzione dell'Assemblea voluta da Ferdinando VII di Spagna. Nello stesso anno si trasferì in Messico a Oaxaca, dove fu nominato canonico della cattedrale. In seguito alla dichiarazione d'indipendenza del Messico dalla Spagna, nel 1822 fu nominato deputato nel Congresso Costituente messicano in rappresentanza della Costa Rica, che aveva deciso di unirsi al Messico. L'anno successivo, dopo la deposizione dell'imperatore Agustín de Iturbide, fu deputato del nuovo Congresso Costituente, collaborando nella promulgazione della Costituzione e delle leggi fondamentali del nuovo stato. Successivamente si dedicò all'insegnamento e divenne professore di diritto costituzionale al Seminario de la Santa Cruz e direttore dell'Istituto de Ciencias y Artes, oggi divenuto Universidad Autonoma Benito Juarez. Divenne poi amministratore della diocesi di Oaxaca, incarico che rivestì fino alla morte. Nel 1971 i suoi resti furono riportati in Costa Rica e sepolti a Paraiso. L'Assemblea legislativa della Costa Rica ha nominato Castillo Benemerito della Patria.